# Trou noir de Schwarzschild
Pour les articles homonymes, voir Trou noir (homonymie).

Animation de la déformation subie par un anneau de particules au passage de l'horizon d'un trou noir de Schwarzschild, et causée par sa force de marée gravitationnelle. Vue stylisée. La "surface" du trou noir est ici modélisée par une caténoïde.

En astrophysique, le trou noir de Schwarzschild est le plus simple modèle de trous noirs,,. Il consiste, par définition, en un trou noir :
- de masse {\displaystyle M} strictement positive : {\displaystyle M>0} ;
- dont la charge électrique {\displaystyle Q} est nulle : {\displaystyle Q=0} ;
- dont le moment cinétique {\displaystyle J} est nul : {\displaystyle J=0}, c'est-à-dire qui n'est pas en rotation ;
- dont la singularité gravitationnelle est ponctuelle ;
- dont l'horizon des événements est une hypersurface de rayon {\displaystyle R_{h}} égal au rayon de Schwarzschild {\displaystyle R_{s}} : {\displaystyle R_{h}=R_{s}} ;
- dont l'ergosphère est confondue avec l'horizon des événements, de sorte qu'il n'existe pas d'ergorégion[6].

Plus formellement, c'est le trou noir obtenu en résolvant l'équation d'Einstein de la relativité générale, pour une masse immobile, sphérique, qui ne tourne pas et sans charge électrique. La métrique satisfaisant à ces conditions est alors appelée la métrique de Schwarzschild.
Le trou noir de Schwarzschild s'interprète comme l'« état fondamental » — c'est-à-dire comme l'« état de plus basse énergie possible » — d'un trou noir de masse donnée. Il représente l'état final d'un trou noir de Kerr de l'ergorégion duquel toute l'énergie de rotation aurait été extraite par processus de Penrose,,.

## Historique
L'éponyme du trou noir de Schwarzschild est l'astronome allemand Karl Schwarzschild (1873-1916). 
Le terme de trou noir "black hole" est inventé en 1967 par le physicien américain John Wheeler. Il avait déjà été imaginé au XVIIIe siècle par Laplace : « Un astre lumineux de même diamètre que la Terre, dont la densité serait deux cent cinquante fois plus grande que celle du Soleil, ne laisserait en vertu de son attraction, parvenir aucun de ses rayons jusqu’à nous ». Cette idée n’a rien à voir ni avec la relativité générale ni avec Schwarzschild puisque prévu par la mécanique newtonienne.
La métrique de Schwarzschild, de laquelle dérivent les solutions de l'équation d'Einstein qu'on identifie aux trous noirs de Schwarzschild, a été obtenue la première fois par Schwarzschild, peu après la publication de la théorie de la relativité générale par Albert Einstein en 1915.

## Propriétés

### Masse
L'espace-temps, dont la métrique de Schwarzschild décrit la géométrie, ne contient un trou noir que si la masse est strictement positive (m > 0) et le vide (Tμν = 0) s'étend jusqu'au rayon de Schwarzschild,.
La masse {\displaystyle M} d'un trou noir de Schwarzschild est un nombre réel positif non nul : {\displaystyle M\in \mathbb {R} _{+}^{*}}, soit {\displaystyle \left\{M\in \mathbb {R} \mid M>0\right\}}. En effet, avec une masse négative, la métrique de Schwarzschild exhibe une singularité nue.
La masse {\displaystyle M} d'un trou noir de Schwarzschild est égale à la masse irréductible {\displaystyle M_{irr}} d'un trou noir de Kerr.

### Dernière orbite circulaire stable
Le rayon de la dernière orbite circulaire stable (rISCO) sur laquelle une particule massive peut se mouvoir autour d'un trou noir de Schwarzschild est donnée par, :
{\displaystyle r_{\mathrm {ISCO} }={\frac {6GM}{c^{2}}}}.

### Horizon des événements
L'aire de l'horizon des événements (AH) d'un trou noir de Schwarzschild est celle d'une sphère (AH = 4πr2) dont le rayon aréolaire (r = √AH / 4π) est, par définition, le rayon de Schwarzschild (RS = 2GM / c2),, :
{\displaystyle A_{\mathrm {H} }=4\pi R_{\mathrm {S} }^{2}={\frac {16\pi G^{2}M^{2}}{c^{4}}}}.
L'horizon des événements d'un trou noir de Schwarzschild coïncide avec d'autres horizons :
- horizon de Killing (en)[22] ;
- horizon apparent (en)[22].

L'horizon des événements d'un trou noir de Schwarzschild est dit surface de décalage infini vers le rouge : des photons émis par une source statique juste à l'extérieur de l'horizon ont une longueur d'onde infinie quand elle est mesurée par des observateurs statiques à l'infini.
Il est aussi dit limite statique : il ne peut pas exister d'observateurs statiques à l'intérieur de l'horizon.
À l'horizon des événements, la gravité de surface (κH) est donnée par :
{\displaystyle \kappa _{\mathrm {H} }={\frac {GM}{R_{\mathrm {S} }^{2}}}={\frac {c^{4}}{4GM}}}.

### Singularité
La singularité gravitationnelle, localisée au-delà de l'horizon, est ponctuelle, future, du genre espace.

### Absence d'ergorégion
Dans un espace-temps stationnaire, l'ergorégion est la région où le champ de Killing associé à la stationnarité devient de genre espace. Dans le cas d'un trou noir de Schwarzschild, la limite de l'ergorégion coïncide avec l'horizon des événements. Ainsi, nulle ergorégion ne s'étend à l'extérieur d'un trou noir de Schwarzschild.

### Théorème de Birkhoff
Un théorème remarquable dû à Birkhoff affirme que la métrique de Schwarzschild est l'unique solution aux équations d'Einstein dans le vide possédant la symétrie sphérique. Comme la métrique de Schwarzschild est également statique, ceci montre qu'en fait dans le vide toute solution sphérique est automatiquement statique.
Ce théorème a une conséquence importante :
| Un trou noir de Schwarzschild dans le vide, n'étant pas soumis à une quelconque interaction, ne peut pas émettre d'onde gravitationnelle. |

### Théorème de calvitie
Le théorème d'unicité d'Israel ou, en forme courte, le théorème d'Israel est le théorème qui établit l'unicité du trou noir de Schwarzschild,. Il est le premier des théorèmes d'unicités relatifs aux trous noir,. Son éponyme est Werner Israel (1931-2022) l'a présenté en 1967,. Antérieurement, Georges Darmois (1888-1960) avait conjecturé l'unicité du trou noir de Schwarzschild. La preuve du théorème a été améliorée par Müller zum Hagen et al. en 1973 et 1974 et par Robinson en 1974 et 1977. De nouvelles preuves du théorème ont été apportées par Simon en 1985, par Bunting et Masood ul Alam en 1987 et par celui-ci en 1992.
Le théorème de calvitie  dit la chose suivante : 
| Un trou noir est entièrement décrit par trois paramètres essentiels, qui à eux seuls, permettent de retrouver tous les autres : - la masse - la charge électrique - sa rotation (son moment angulaire) |

Lorsqu'une étoile s'effondre en un trou noir, les valeurs des paramètres cités au-dessus sont conservées.
Ce qui veut dire qu'un trou noir de Schwarzschild, de masse M, de charge nulle et de moment angulaire nul est né à partir d'une étoile ayant un moment angulaire nul, de charge nulle et ayant la même masse.
La nécessité d'avoir une étoile de charge et de moment angulaire nuls font que, dans l'absolu, ce genre de trou noir est plus théorique qu'autre chose. Cependant, en pratique, ce modèle reste satisfaisant pour la plupart des trous noirs d'origine stellaire, la charge réelle d'une étoile étant faible et sa vitesse de rotation négligeable par rapport à la vitesse de la lumière.
Tous les autres paramètres que les trois cités au-dessus, comme la température, sa pression... disparaissent. On ne peut donc, à partir d'un trou noir dont on connaît masse, charge et moment angulaire, retrouver les autres paramètres de l'étoile génitrice.